# بیتس (ایلینوی)
بیتس (به انگلیسی: Bates) یک منطقهٔ مسکونی در ایالات متحده آمریکا است که در شهرستان سانگامون، ایلینوی واقع شده‌است. بیتس ۱۹۵٫۰۷ متر بالاتر از سطح دریا واقع شده‌است.